# Rio Hari
O rio Hari (Persa: Rudkhaneh-ye Hari Rud às vezes Harirud - Rud significa "rio") ou rio Herat é um rio de 1124 km de extensão que flui das montanhas do Afeganistão central até o Turquemenistão, onde desaparece no Deserto de Karakum. É um dos principais rios do Afeganistão. No Turquemenistão toma também o nome Tejen ou Tedzhen. passando junto da cidade de Tedzhen. Os antigos gregos chamavam-lhe Arius. Em latim, o seu nome é Tarius.

## Geografia
O rio Hari Rud nasce nas montanhas Koh-i-Baba, parte da cordilheira Indocuche, no Afeganistão central, e segue um curso relativamente reto sentido oeste. No oeste do Afeganistão o Hari passa pelo sul de Herate. O vale ao redor de Herate é famoso historicamente por sua fertilidade e cultivo intenso. O Hari encontra o rio Djam, seu afluente, no local onde se encontra o Minarete de Djam, o segundo mais alto dos antigos minaretes do mundo, com 65 metros de altura. Depois de Herate o rio faz uma curva para noroeste e depois para o norte, formando a parte norte da fronteira Afeganistão-Irão. Mais ao norte forma a parte sudeste da fronteira Irão-Turquemenistão. O rio entra no Turquemenistão, onde é conhecido por Tejen ou Tedzhen,  e passa próximo a cidade de Tedzhen, antes de desaparecer no deserto de Karakum.
Existe uma grande barragem no rio, a Barragem da Amizade Irão–Turquemenistão.
Em 2000, o rio secou completamente durante 10 meses, numa prolongada seca.
|  |